# Scotchfort 4
Pour la localité, voir Scotchfort.
Scotchfort 4 est une réserve indienne dans le comté de Queens sur l'Île-du-Prince-Édouard, au Canada, à l'ouest de Mount Stewart.